# Vero
Vero (en cors Veru) és un municipi francès, situat a la regió de Còrsega, al departament de Còrsega del Sud. L'any 1999 tenia 351 habitants.

## Demografia
| 1962 | 1968 | 1975 | 1982 | 1990 | 1999 |
| ---- | ---- | ---- | ---- | ---- | ---- |
| 243  | 261  | 147  | 241  | 296  | 351  |
|      |      |      |      |      |      |